# Полярная шапка

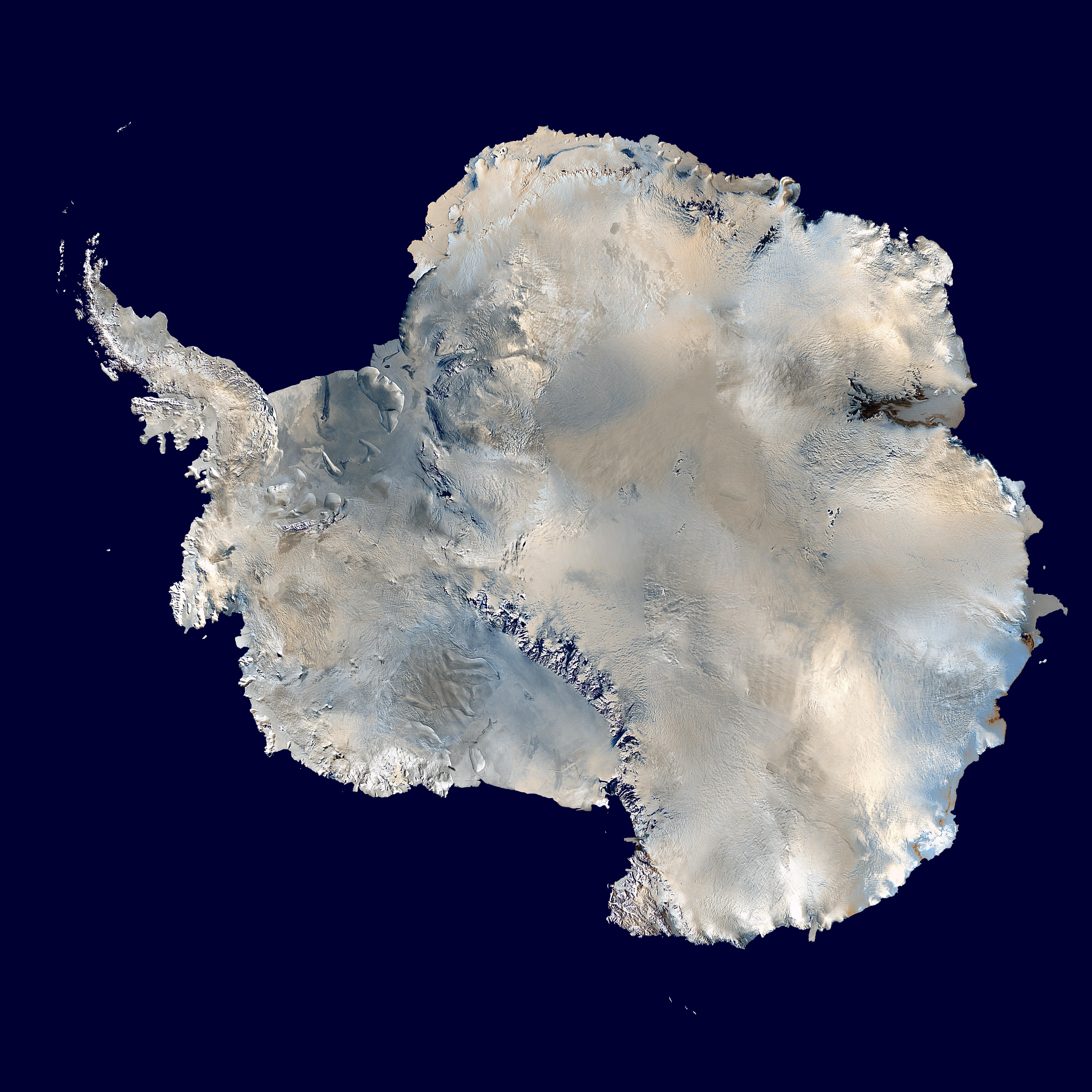
Антарктида

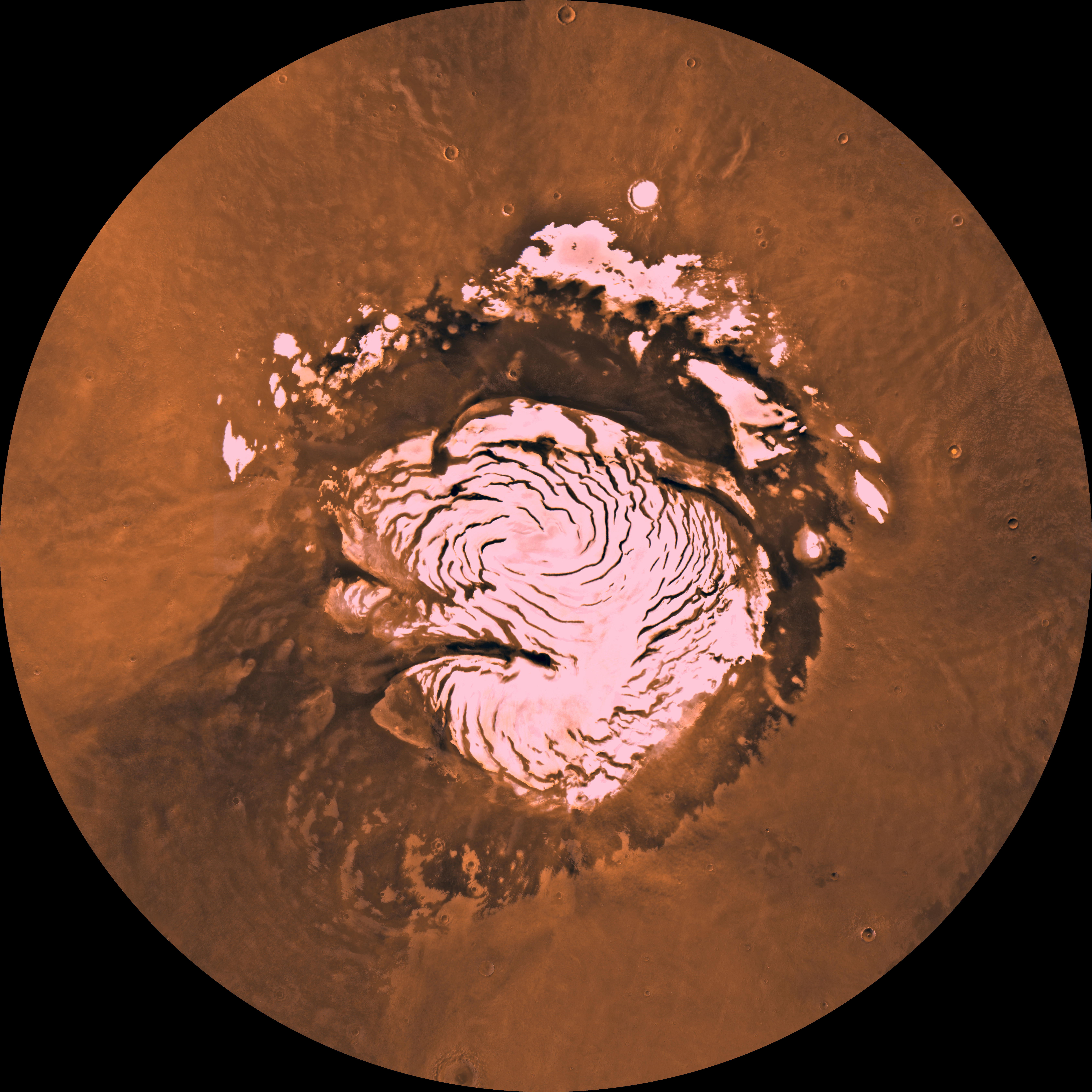
Северная полярная шапка Марса

Полярная шапка — область на поверхности планеты, карликовой планеты или спутника отличающаяся наличием низкой температуры, обусловленной малым количеством солнечной энергии, и покрытая льдом определённого химического состава. Полярные шапки есть на Земле (Арктика и Антарктика), на Марсе (северная и южная) и на Плутоне. 

## Земля

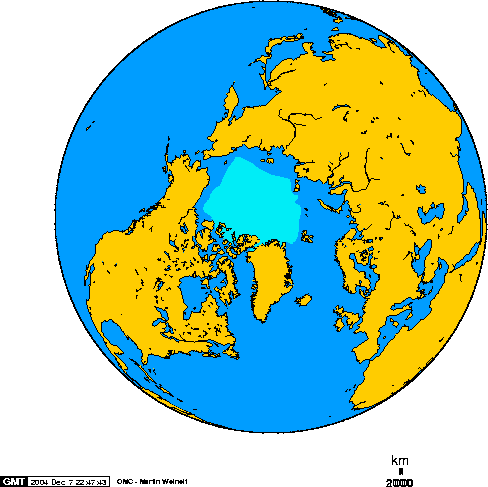
Площадь морского льда Арктики в сентябре 1978 – 2002
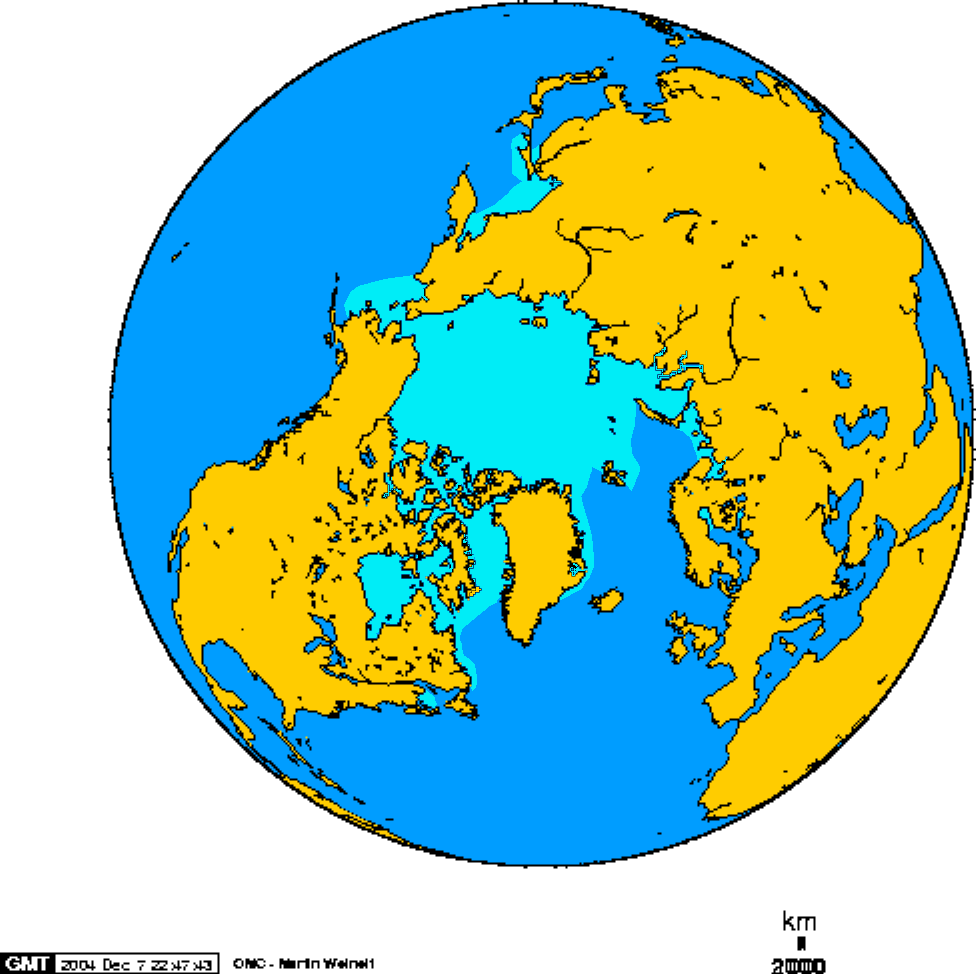
Площадь морского льда Арктики в феврале 1978 – 2002

### Северный полюс
Северный полюс земли покрыт дрейфующим морским льдом. Многолетний лёд на нём может доростать до 3–4 метров в толщину. Площадь арктического льда  варьируется от 9 до 12 миллионов км2. Вдобавок, Гренландский ледянной щит покрывает примерно 1.71 км2 и содержит 2.6 миллионов км³ льда. Отколовшиеся куски льда образуют айсберги разбросанные по северу Атлантического океана.

### Южный полюс
Антарктида покрыта ледяным щитом. Щит покрывает 14.6 миллионов км2 площади и содержит лёд объёмом от 25 до 30 миллионов км3. Около 70% пресной воды на Земле содержится в этом щите.
Данные National Snow and Ice Data Center показывают что площадь морского льда Антарктики увеличилась с 1979 по 2009.

## Марс
Полярные шапки Марса состоят в основном из воды с несколькими процентами пыли. Замерзший углекислый газ составляет небольшую часть постоянного льда в Planum Australe.

## Плутон
29 апреля 2015, NASA заявило что аппарат Новые горизонты обнаружил особенность на поверхности Плутона, предположительно являющуюся полярной шапкой. Во время пролёта зонда над Плутоном в июле 2015 зонда над Плутоном ультрафиолетовый спектрометр Alice установил что особенность действительно представляет собой полярную шапку, состоящую из метанового и азотного льда.

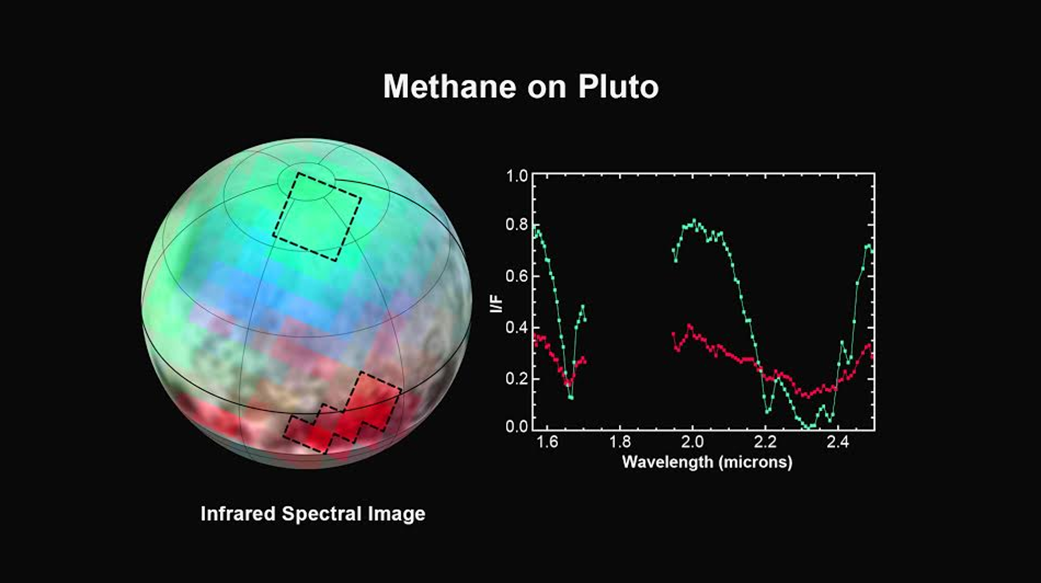
Полярная шапка Плутона